# Gioiosa Ionica
Gioiosa Ionica ist eine italienische Stadt in der Metropolitanstadt Reggio Calabria in Kalabrien mit 6840 Einwohnern (Stand 31. Dezember 2023).

## Lage und Daten
Gioiosa Ionica liegt 102 km nordöstlich von Reggio Calabria an der östlichen Seite der Serre. Die Nachbargemeinden sind Grotteria, Marina di Gioiosa Ionica, Martone und Roccella Ionica.
Der Bahnhof liegt in der Gemeinde Marina di Gioiosa Ionica an der Bahnstrecke Taranto–Reggio di Calabria und war Ausgangspunkt der schmalspurigen Bahnstrecke Gioiosa Jonica–Mammola, die auch die Stadt selbst bediente.

## Sehenswürdigkeiten
Der Ort hat einen sehenswerten Ortskern aus dem Mittelalter mit der Ruine des Castello Pellicano aus dem 13. Jahrhundert.